# Simon Gbegnon
Simon Gbegnon (Nantes, 27 ottobre 1992) è un calciatore togolese con cittadinanza francese, difensore del PAE Chania.

## Carriera

### Club
Nel 2020 si trasferisce alla Dinamo Tbilisi, club della prima divisione georgiana, con cui vince un campionato.

### Nazionale
Nel 2017 ha esordito nella nazionale togolese.

## Palmarès

### Club

#### Competizioni nazionali
- Campionato georgiano: 2

Dinamo Tbilisi: 2020, 2022
- Supercoppa di Georgia: 1

Dinamo Tbilisi: 2021